# برمجية إعلانات
برمجية الإعلانات أو بَرْمَجِيَّةُ اَلْإِعْلَانَاتِ اَلْمَدْعُومَةِ (بالإنجليزية: Adware) (برنامج مدعوم بالإعلانات - advertising-supported software)هي كل حزمة برمجية تُشَغِّل أو تُظْهِر أو تُنَزِل إعلانات بشكلٍ ذاتيٍّ على نظام التشغيل بعد تنصيبها أو عند استعمالها. بعض البرامج المدعومة بالإعلانات يطلق ليها اسم برامج التجسس (spyware) وتُصَنَّف على أنها برامج خارقة أمنياً.

## أمثلة البرامج الإعلانية
البرامج الإعلانية المشروعةالتي تسمح لك بالموافقة على الإعلانات والعروض الترويجية للبرامج، مما يعوض تكاليف المطورين ليتمكنوا من تقديم برامجهم مجانًا. ويقوم المستخدمون بتنزيل هذا النوع من البرامج الإعلانية بموافقتهم للحصول على منتج مجاني. ويمكنك أيضًا اختيار السماح لها بجمع معلومات تسويقية. وفي بعض الأحيان قد تكون الإعلانات المخصصة المصاحبة أو برامج الطرف الخارجي المدعومة مرغوبة.
يتم إنشاء البرامج الإعلانية المشروعة بواسطة جميع أنواع المطورين، بما في ذلك المطورين ذوي السمعة الطيبة. وهي طريقة صالحة وقانونية لمنح العملاء منتجًا مجانيًا.